# Örseryd
Örseryd este o arie protejată (arie specială de conservare — SAC, sit de importanță comunitară — SCI) din Suedia întinsă pe o suprafață de 26,4 ha, integral pe uscat.

## Localizare
Centrul sitului Örseryd este situat la coordonatele 56°19′39″N 15°04′30″E / 56.3274°N 15.075°E.

## Înființare
Situl Örseryd a fost declarat sit de importanță comunitară în mai 2001 pentru a proteja un număr necunoscut de specii din flora spontană și fauna sălbatică aflate în arealul zonei. Situl a fost protejat și ca arie specială de conservare în martie 2011.

## Biodiversitate
Situată în ecoregiunea boreală, aria protejată conține 5 habitate naturale: Pășuni din zone de pădure fino-scandinave, Pajiști cu Molinia pe soluri calcaroase, turboase sau argilos-nămoloase (Molinion caeruleae), Păduri caducifoliate bătrâne naturale hemiboreale fino-scandinave (Quercus, Tilia, Acer, Fraxinus sau Ulmus) bogate în specii epifite, Pajiști fino-scandinave uscate până la mezice, bogate în specii de altitudine mică, Taiga vestică.
La baza desemnării sitului se află un număr nedeclarat de specii protejate.